# Hypoestes triflora
Hypoestes triflora là một loài thực vật có hoa trong họ Ô rô. Loài này được (Forssk.) Roem. & Schult. mô tả khoa học đầu tiên năm 1817.

## Hình ảnh

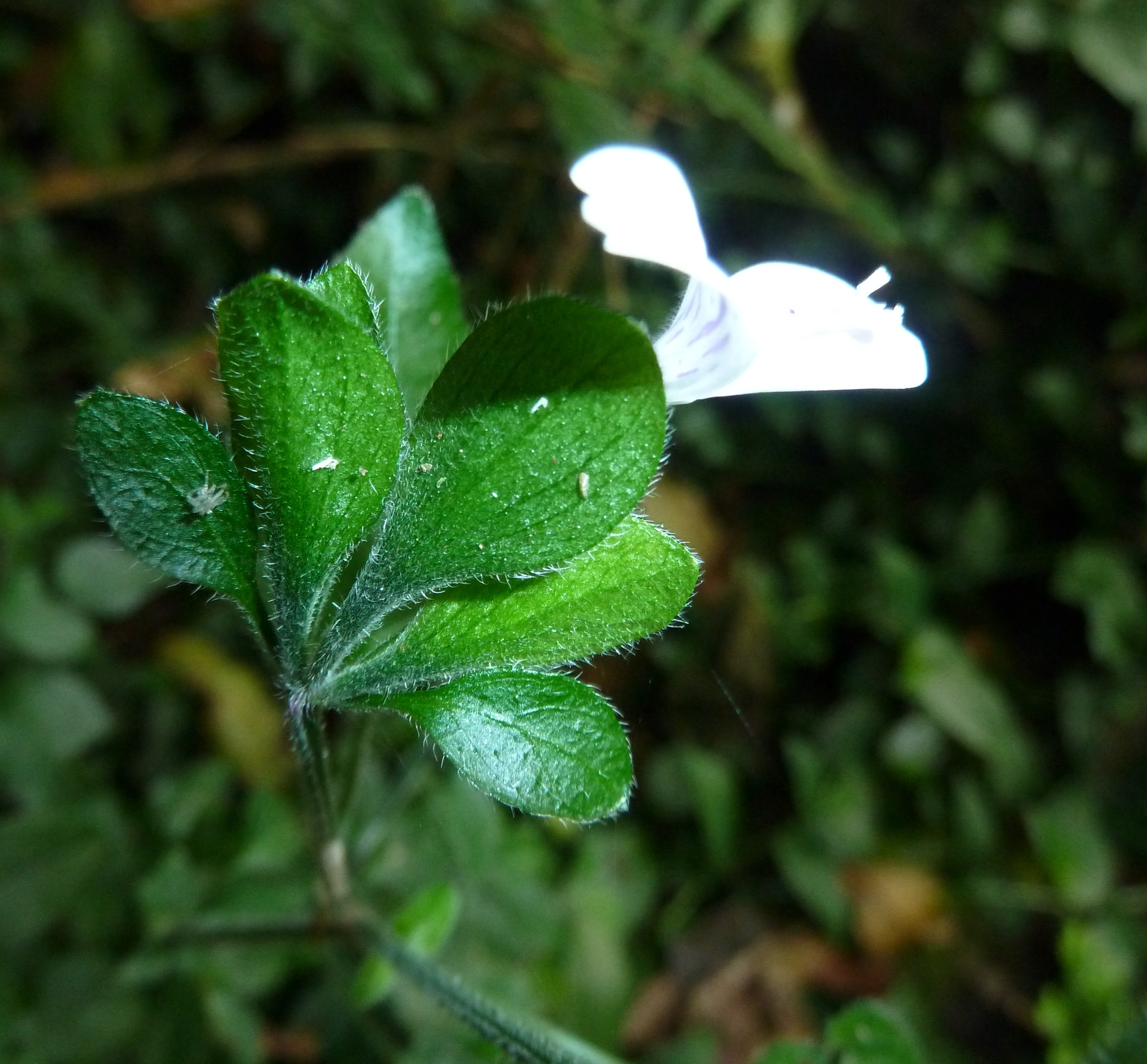